# Новобарнаулка
Новобарнаулка — село в Калманском районе Алтайского края России. Входит в состав Шиловского сельсовета.

## История
Новобарнаулка была основана в 1918 году. В 1926 году имелось 92 хозяйства и проживало 502 человека (253 мужчины и 249 женщин). В административном отношении являлась центром Ново-Барнаульского сельсовета Барнаульского района Барнаульского округа Сибирского края.

## География
Село находится в центральной части регмона, в лесостепной зоне, в пределах северо-восточной части Приобского плато, к юго-востоку от реки Барнаулка, на расстоянии примерно 32 километров (по прямой) к северо-западу от села Калманка, административного центра района.
Уличная сеть села состоит из двух улиц: Новобарнаульская и Озёрная.
Абсолютная высота — 223 метра над уровня моря
.

Климат
умеренный, резко континентальный. Средняя температура января составляет −17,7 °C, июля — +19,6 °C. Годовое количество атмосферных осадков — 350—400 мм.

## Население
| 1997 | 1998 | 1999 | 2000 | 2001 | 2002 | 2003 |
| ---- | ---- | ---- | ---- | ---- | ---- | ---- |
| 237  | ↘234 | ↘231 | ↘228 | ↘220 | ↘208 | ↘207 |
| 2004 | 2005 | 2006 | 2007 | 2008 | 2009 | 2010 |
| ↘203 | ↘194 | ↘185 | ↘178 | ↘161 | ↗164 | ↘150 |
| 2011 | 2012 | 2013 |      |      |      |      |
| ↘149 | ↘121 | →121 |      |      |      |      |

Согласно результатам переписи 2002 года, в национальной структуре населения русские составляли 87 %.

## Инфраструктура
В селе функционируют начальная общеобразовательная школа, сельский клуб и отделение Почты России.

## Транспорт
Новобарнаулка доступна автомобильным транспортом.
До села идёт автодорога межмуниципального значения «Калманка — Жданово — Новобарнаулка» (идентификационный номер 01 ОП МЗ 01Н-1602).